# Anastas Angjeli
Anastas Mihal Angjeli (ur. 7 maja 1956 w Sarandzie) – albański polityk i ekonomista, minister pracy i spraw społecznych (1998), minister finansów (1998-2002). 

## Życiorys
Syn Mihala i Kaliopi. W 1980 ukończył studia z zakresu ekonomii na Uniwersytecie Tirańskim (specjalność finanse). W latach 1981–1982 pracował w przedsiębiorstwie branży spożywczej, a następnie w banku w Sarandzie. W 1982 rozpoczął wykłady na Wydziale Ekonomicznym Uniwersytetu Tirańskiego. W latach 1991–1992 odbył studia podyplomowe z zakresu finansów publicznych na uniwersytecie w Bari.
Działał w Albańskiej Partii Pracy – w czerwcu 1991 należał do zespołu przygotowującego ostatni kongres tej partii. W tym samym roku wstąpił do Socjalistycznej Partii Albanii i znalazł się we władzach tej partii. W wyborach 1992 uzyskał mandat deputowanego do parlamentu. W latach 1996–1997 zasiadał w radzie miejskiej Tirany. W 1998 objął stanowisko ministra pracy i spraw społecznych w rządzie Fatosa Nano. W październiku 1998 stanął na czele resortu finansów w rządzie Pandelego Majki.